# L'Échiquier de la passion
L'Échiquier de la passion (Schwarz und weiß wie Tage und Nächte) est un téléfilm allemand réalisé par Wolfgang Petersen et diffusé en 1978.

## Synopsis
Depuis l'enfance, Thomas Rosenmund voue un véritable culte au jeu d'échecs. Devenu adulte et toujours aussi passionné, il rêve d'affronter le champion du monde.

## Fiche technique
- Réalisateur : Wolfgang Petersen
- Producteur : Georg Althammer
- Scénario : Karl Heinz Willschrei, Joachim Wedegärtner, Wolfgang Petersen
- Musique : Klaus Doldinger
- Directeur de la photographie : Jörg-Michael Baldenius
- Montage : Hannes Nikel
- Durée : 1h43
- Genre : Drame

## Distribution
- Bruno Ganz : Thomas Rosenmund
- Gila von Weitershausen : Marie Rosenmund
- René Deltgen : Lindford
- Ljuba Tadić : Stefan Koruga
- Joachim Wichmann: Grünfeld
- Markus Helis : Thomas Rosemund enfant
- Elke Schüßler : Marie Rosemund enfant

## Autour du film
- Bruno Ganz et Gila von Weitershausen se retrouveront deux ans après avec Le Faussaire de Volker Schlöndorff.